# Bolivia ai XXIII Giochi olimpici invernali
La Bolivia ha partecipato ai XXIII Giochi olimpici invernali, che si sono svolti dal 9 al 28 febbraio 2018 a Pyeongchang, in Corea del Sud, con una delegazione composta da due atleti, lo sciatore alpino Simon Breitfuss Kammerlander, che è stato il portabandiera, e il fondista Timo Juhani Grönlund.

## Sci alpino
| Gara            | Atleta                       | Tempo              | Tempo              | Tempo              | Posizione |
| Gara            | Atleta                       | 1ª manche          | 2ª manche          | Totale             | Posizione |
| --------------- | ---------------------------- | ------------------ | ------------------ | ------------------ | --------- |
| Slalom speciale | Simon Breitfuss Kammerlander | 54"66              | 55"76              | 1'50"42            | 32º       |
| Slalom gigante  | Simon Breitfuss Kammerlander | 1'16"27            | 1'15"98            | 2'32"25            | 43º       |
| Combinata       | Simon Breitfuss Kammerlander | 1'22"94            | DNF                | DNF                | DNF       |
| Gara            | Atleta                       | Tempo unica manche | Tempo unica manche | Tempo unica manche | Posizione |
| Supergigante    | Simon Breitfuss Kammerlander | 1'31"69            | 1'31"69            | 1'31"69            | 45º       |
| Discesa libera  | Simon Breitfuss Kammerlander | 1'47"87            | 1'47"87            | 1'47"87            | 47º       |

## Sci di fondo
| Evento               | Atleta               | Tempo   | Tempo   | Tempo   | Distacco | Distacco | Distacco | Posizione | Posizione |
| -------------------- | -------------------- | ------- | ------- | ------- | -------- | -------- | -------- | --------- | --------- |
| 15 km tecnica libera | Timo Juhani Grönlund | 43'18"4 | 43'18"4 | 43'18"4 | +9'34"5  | +9'34"5  | +9'34"5  | 106º      | 106º      |